# Лайман (округ, Південна Дакота)
Шаблон:StateAbbr_ 43°54′ пн. ш. 99°51′ зх. д. / 43.9° пн. ш. 99.85° зх. д.
Округ  Лайман (англ. Lyman County) — округ (графство) у штаті  Південна Дакота, США. Ідентифікатор округу 46085.

## Історія
Округ утворений 1873 року.

## Демографія
За даними перепису 2000 року загальне населення округу становило 3895 осіб, усе сільське. Серед мешканців округу чоловіків було 1991, а жінок — 1904. В окрузі було 1400 домогосподарств, 1010 родин, які мешкали в 1636 будинках. Середній розмір родини становив 3,29.
Віковий розподіл населення поданий у таблиці:
| Стать    | До 15 років | 15-21 | 22-29 | 30-39 | 40-49 | 50-65 | 65-85 | Понад 85 |
| -------- | ----------- | ----- | ----- | ----- | ----- | ----- | ----- | -------- |
| Чоловіки | 549         | 192   | 183   | 257   | 298   | 275   | 213   | 24       |
| Жінки    | 481         | 197   | 153   | 237   | 264   | 281   | 249   | 42       |

## Суміжні округи
- Г'юз — північ
- Гайд — північний схід
- Баффало — північний схід
- Брул — схід
- Чарлз-Мікс — південний схід
- Ґреґорі — південь
- Тріпп — південь
- Меллетт — південний захід
- Джонс — захід
- Стенлі — північний захід

## Виноски
1. ↑  US Decennial Census. US Census Bureau. Архів оригіналу за 4 квітня 2018. Процитовано 28 березня 2015.
2. ↑  Historical Census Browser. University of Virginia Library. Архів оригіналу за 11 серпня 2012. Процитовано 28 березня 2015.
3. ↑  Forstall, Richard L., ред. (27 березня 1995). Population of Counties by Decennial Census: 1900 to 1990. US Census Bureau. Архів оригіналу за 28 грудня 2008. Процитовано 28 березня 2015.
4. ↑  Census 2000 PHC-T-4. Ranking Tables for Counties: 1990 and 2000 (PDF). US Census Bureau. 2 квітня 2001. Архів оригіналу (PDF) за 18 грудня 2014. Процитовано 28 березня 2015.
5. ↑  State & County QuickFacts. United States Census Bureau. Архів оригіналу за 7 червня 2011. Процитовано 25 листопада 2013.(англ.) Наведено за англійською вікіпедією.
6. ↑  American FactFinder. Бюро перепису населення США. Архів оригіналу за 20 березня 2010. Процитовано 31 січня 2008.

| США | Це незавершена стаття з географії США. Ви можете допомогти проєкту, виправивши або дописавши її. |